# Ebbe Lundgaard
Ebbe Lundgaard, född 25 augusti 1944 i Hørve, död 24 mars 2009 (cancer), var en dansk lärare, politiker (Det Radikale Venstre) och kulturminister 1996-1998.
Ebbe Lundgaard var son till överläraren och gårdsägaren Svend Lundgaard och kyrkosångaren Signe Lundgaard. Han tog studentexamen från Kalundborg Gymnasium 1964 och magisterexamen i danska, engelska och tyska från Köpenhamns universitet 1972. Under skoltiden spelade han handboll på elitnivå. Han var lärare på Grundtvigs Højskole utanför Fredensborg (1971-1975), undervisningsassistent på Köpenhamns universitet (1973-1975) och lärare på Den frie Lærerskole i Ollerup (1975-1978). Han var sedan föreståndare för Skælskørs folkhögskola (1978-1992) och Brandbjergs folkhögskola (1992-1996).
Lundgaard var ledamot i Det Radikale Venstres partistyrelse (1986-2007). Han var ledamot i Skælskørs kommunfullmäktige (1990-1992) och i Vejle amtsråd (1994-1996) samt suppleant i Folketinget 1993. Han utsågs till kulturminister i december 1996. Under hans mandatperiod genomfördes bl.a. mer öppenhet i de offentliga arkiven och tidsfrister för myndigheternas behandling av ansökningar om tillgång till arkiven. Inom TV genomfördes en lagändring som gav ministern möjlighet att ange arrangemang och händelser som inte fick sändas med ensamrätt av TV-stationer som inte kan ses av hela befolkningen. Det infördes också 2-åriga stipendier till yngre konstnärer för att de skulle kunna komma igång med sin verksamhet. Lundgaard avgick som minister i mars 1998 i samband med en regeringsrockad.
Lundgaard var styrelseordförande av FDB (1998-2008). Under en kort period (2007-2008) var han medlem i Ny Alliance, men återvände sedan till Det Radikale Venstre.